# عشق و عاشقی در فروشگاه
عشق و عاشقی در فروشگاه (کره‌ای: 썸타는 편의점) مجموعه اینترنتی ساخت کره جنوبی است که از ۲۳ ژانویه ۲۰۲۱ تا ۲۷ فوریه ۲۰۲۱ پخش شد. 

## بازیگران

### نقش اصلی
- چوی جی-سو در نقش یو جو-آه
- کیم دونگ-هیون در نقش کیم دونگ-هیون
- جونگ سو-بین در نقش جونگ سو-بین
- جونگ وو-سوک در نقش جونگ وو-سوک
- بونگ جه-هیون در نقش بونگ جه-هیون